# 回竜里社区
回竜里社区（かいりゅうりしゃく）は、広州市越秀区光塔街道の社区。